# Fähre Mühlberg

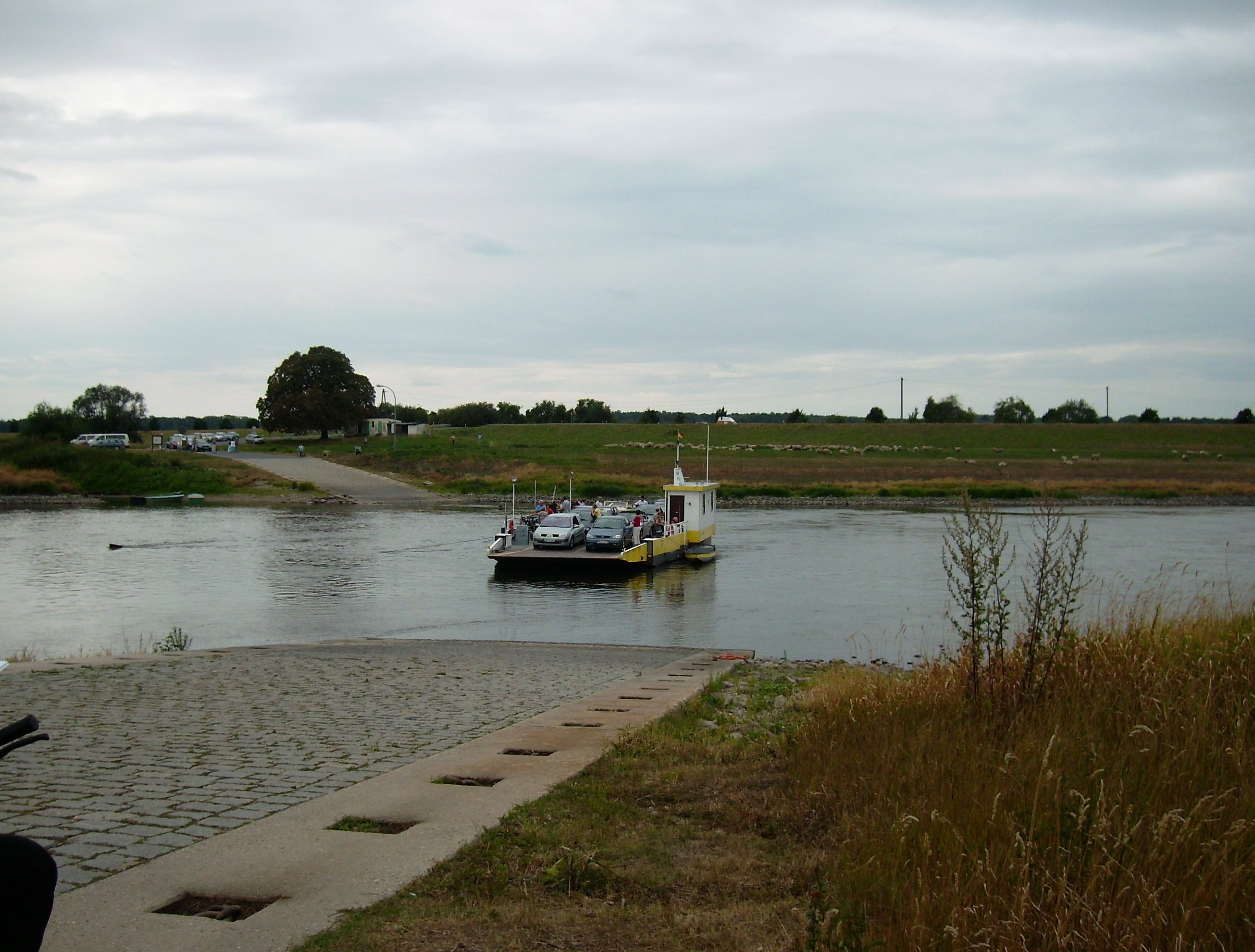
Fähre im Sommer 2008. Blick vom Westufer in Richtung Mühlberg.

Die Fähre Mühlberg verband die östlich der Elbe gelegene Stadt Mühlberg/Elbe in Südbrandenburg mit der Region westlich des Flusses. Die Gierfähre diente dem Personen- und Fahrzeugtransport. Sie wurde 2008 durch eine Straßenbrücke ersetzt. Die verbliebenen Reste der Fährstelle stehen unter Denkmalschutz.

## Lage

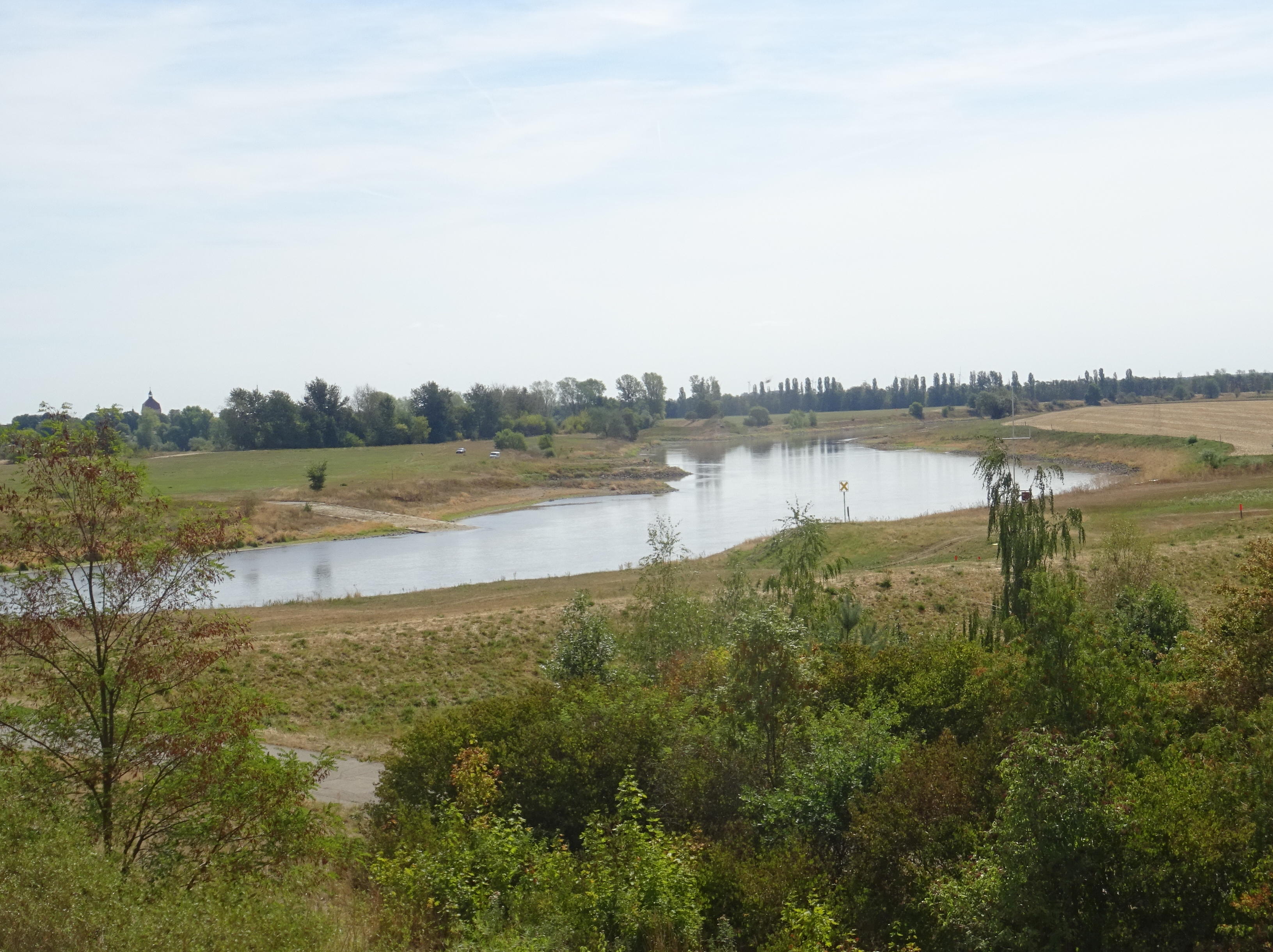
Die einstige Fährstelle.

Die Fährstelle liegt etwa zwei Kilometer westlich des Stadtkerns von Mühlberg südwestlich des Ortsteils Köttlitz im Landkreis Elbe-Elster im Land Brandenburg bei Flusskilometer 128,0 (gezählt von der deutsch-tschechischen Grenze).
Während die Elbe im Raum Mühlberg meist die Landesgrenze zwischen Brandenburg und Sachsen bildet, verläuft die Grenze im früheren Fährbereich weiter westlich an einem ehemaligen Elbarm, so dass auch der westliche Fähranleger auf Mühlberger Gebiet liegt. Die nächstgelegenen Orte in Sachsen sind Plotha im Norden und Staritz im Nordwesten, beide Ortsteile der Stadt Belgern-Schildau im Landkreis Nordsachsen. Die 2008 eröffnete Straßenbrücke wurde etwa 200 Meter nördlich der Fährstelle gebaut.
Das Fährhaus der Fähre liegt am westlichen Ufer der Elbe. Es wird heute als Wohnhaus genutzt.

## Geschichte

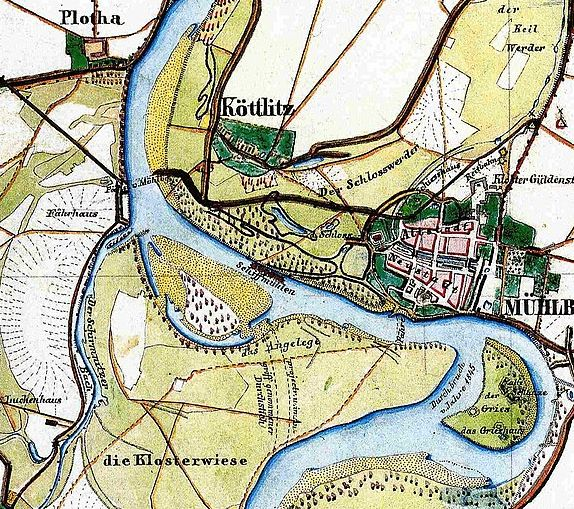
Karte von 1847 mit der großen Fähre bei Köttlitz, der kleinen Fähre und dem geplanten Elbdurchstich.

Fährbetrieb über die Elbe bei Mühlberg ist seit dem Mittelalter überliefert. 1350 werden zwei Fähren bei Mühlberg im Besitz des dortigen Klosters genannt.
Auch in den folgenden Jahrhunderten gab es zwei Fähren, die „größe Fähre“ bei Köttlitz und die „kleine Fähre“ in Bereich der Stadt selbst.
Mitte des 19. Jahrhunderts wurde ein Elbdurchstich gebaut, so dass der Hauptarm nicht mehr direkt an der Stadt vorbeifloss, die kleine Fähre wurde dann nach Süden verlegt. Die kleine Fähre war eine Kahnfähre, während die große Fähre schon seit mehreren Jahrhunderten als Gierseilfähre benannt wurde. Bei einem Hochwasser von 1784 wurde Ketten, Seile und andere Teile der erst 1782 erneuerten Fähre zerstört. 1849 wurde in einer Ausschreibung ein Pächter für den Betrieb der Fähre für sechs Jahre gesucht.
Die kleine Fähre südlich von Mühlberg war bis Mitte des 20. Jahrhunderts auf Landkarten verzeichnet, danach blieb nur die große Fähre bei Köttlitz in Betrieb. 1997 erhielt sie ein neues Fährschiff für etwas über 809.000 Mark. Nach Inbetriebnahme stellte sich heraus, dass für Schwerlasttransporte die Fährramoen umgebaut werden mussten, was über 450.000 Mark kostete. Eigentümer der Fähre war die Stadt Mühlberg. Im Jahr 2007 wurden 22000 Radfahrer und 20000 Autos befördert. Mit der Inbetriebnahme der Elbebrücke Mühlberg am 22. Dezember 2008 wurde die Fährverbindung eingestellt.

## Fährschiffe

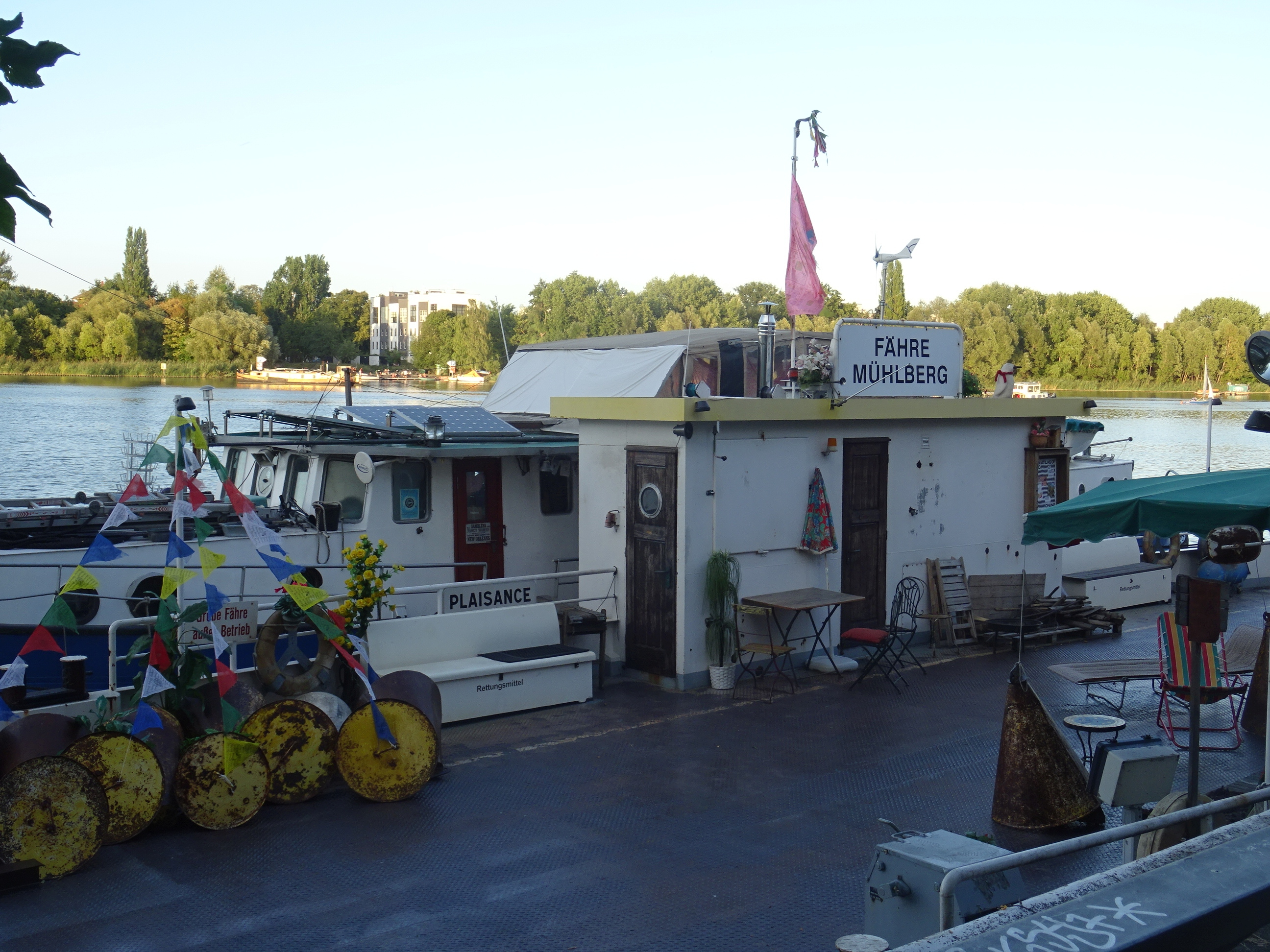
Fähre „Mühlberg“ in Berlin (2018)

Das in den letzten Betriebsjahren der Fähre im Gierseilbetrieb eingesetzte Fährschiff Mühlberg wurde 1997 in Dresden-Laubegast gebaut. Sie war für 40 Tonnen Last zugelassen. Zwei Motoren mit je 6 Kilowatt Leistung ermöglichten einen Betrieb auch ohne Seil. Das Schiff ersetzte einen ebenfalls Mühlberg genannten aus Holz konstruierten Vorgänger, der 1945 in der Schiffswert Schütze in Aken (Elbe) vom Stapel lief und bis 1996 im Einsatz war. Als Ersatz standen die 1938 gebaute Schaluppe Köttlitz, später die 1958 bei Schütze, Aken, gebaute Motorfähre Mühlberg sowie ein Handkahn zur Verfügung.
Nach Einstellung des Fährbetriebs im Jahr 2008 wurde die Mühlberg zunächst an einen polnischen Kapitän verkauft. Dieser zeigte kein Interesse am Schiff und holte es nicht ab. 2013 wurde das Fährschiff über Magdeburg nach Berlin geschleppt. Der Verein Historischer Hafen Berlin wollte das Schiff ausstellen, jedoch wurde es in der Folge zu einem Liegeplatz in Berlin-Stralau gebracht.

## Denkmalschutz

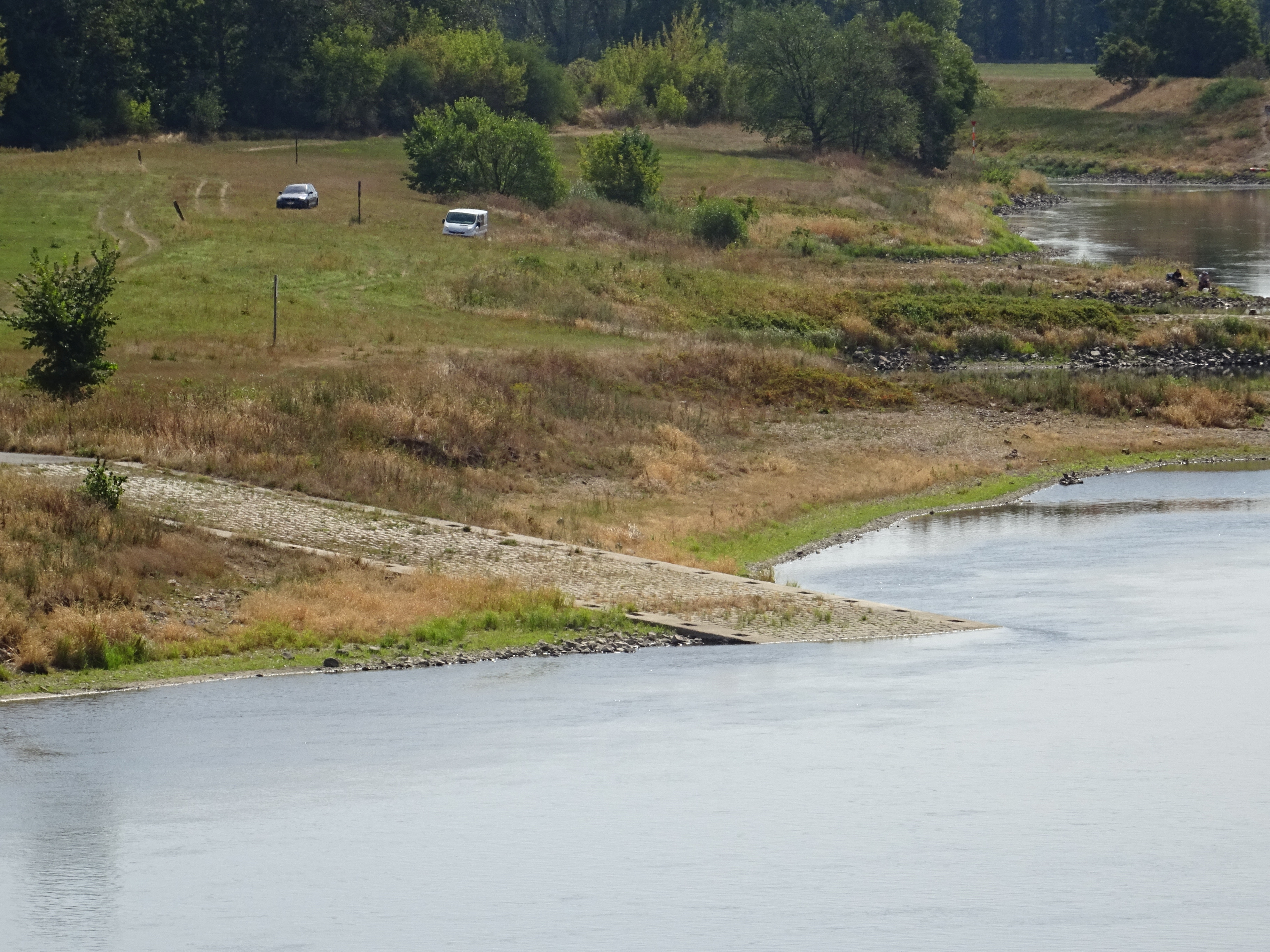
Denkmalgeschützter östlicher Anleger.

Im Zusammenhang mit der Einstellung des Fährbetriebs gab es Berichte, dass die Fähre unter Denkmalschutz gestellt worden sei. Die Stadt Mühlberg (Elbe) teilte 2008 mit, dass die Fähre „nun doch kein Denkmal“ sei und abgebaut werden könne, es solle jedoch eine Dokumentation über sie erstellt werden. Allerdings blieb die Fährstelle weiterhin in der Denkmalliste des Landkreises Elbe-Elster erhalten. Denkmalgeschützt ist die „Fährstelle Mühlberg/Elbe, bestehend aus einer Gierponte, zwei Fährrampen und einer Gierseilanlage, Flusskilometer 127,90“.